# Politekhnitchny Institut (métro de Kiev)
Politekhnitchny Institut (ukrainien : Політехнічний інститут) est une station de la  ligne Svyatochins'ko-Brovars'ka (M1) du métro de Kiev. Elle est située dans le raïon de Chevtchenko de la ville de Kiev en Ukraine.
Mise en service en 1963, elle est desservie par les rames de la ligne M1. Le service est arrêté ou perturbé depuis l'invasion de l'Ukraine par la Russie en 2022. Elle dessert notamment l'Institut polytechnique de Kiev.

## Situation sur le réseau
Établie en souterrain, la station Politekhnitchny Institut, est une station de passage de la ligne Svyatochins'ko-Brovars'ka (M1) du métro de Kiev. Elle est située entre la station Choulyavska, en direction du terminus ouest Akademmistetchko, et la station Vokzalna, en direction du terminus est, Lisova.
Elle dispose d'un quai central encadré par les deux voies de la ligne.

## Histoire
La station Politekhnitchny Institut est mise en service le 5 novembre 1963. La station est due aux architectes G. Golovko, E. Ivanov, M. Syrkin, B. Dzbanovsky et au sculpteur AT. Barbe.

## Services aux voyageurs

### Accès et accueil
Il se fait par l'avenue de Brest.

### Desserte
Politekhnitchny Institut est desservie par les rames de la ligne M1.

Installations
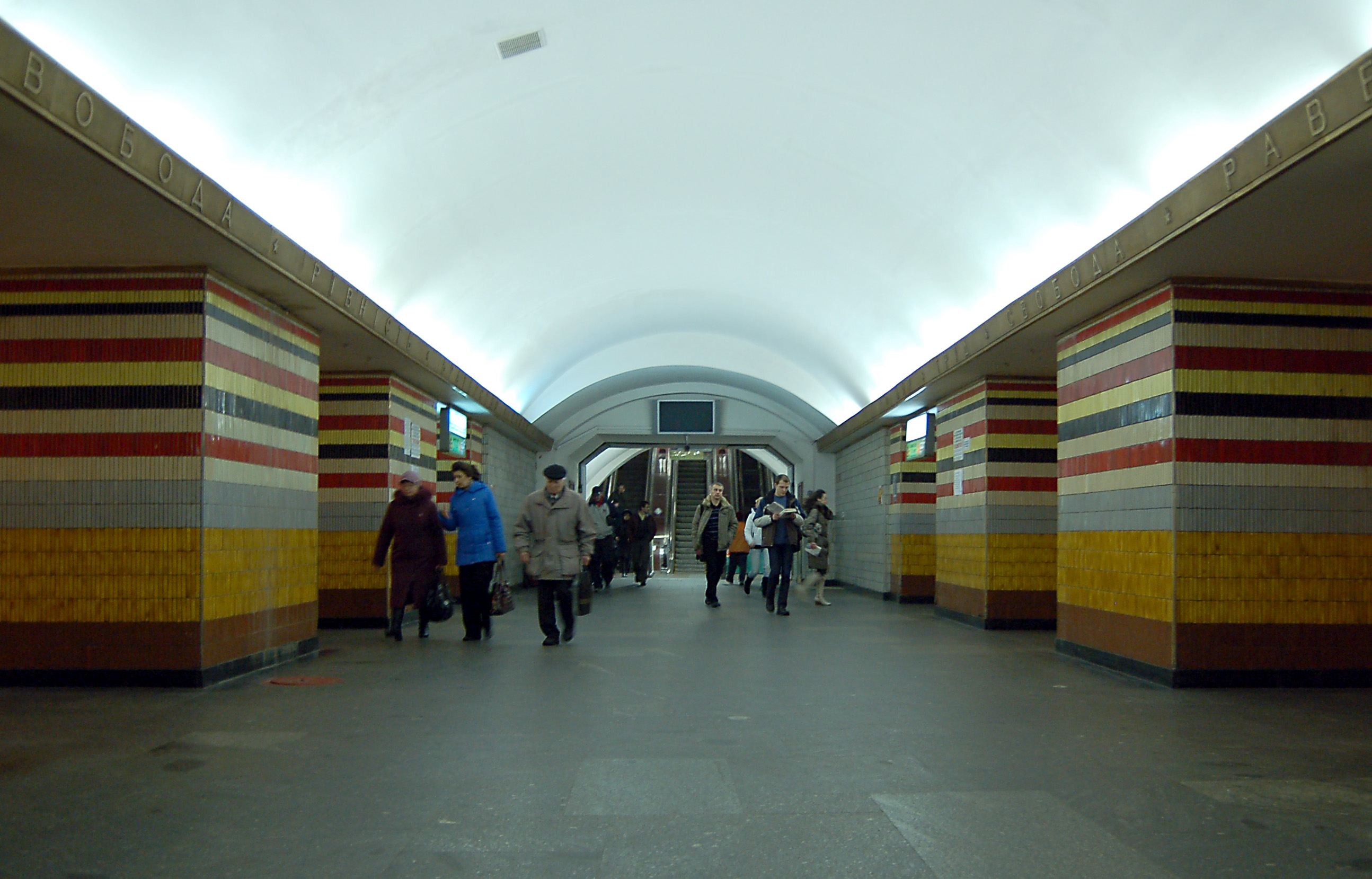
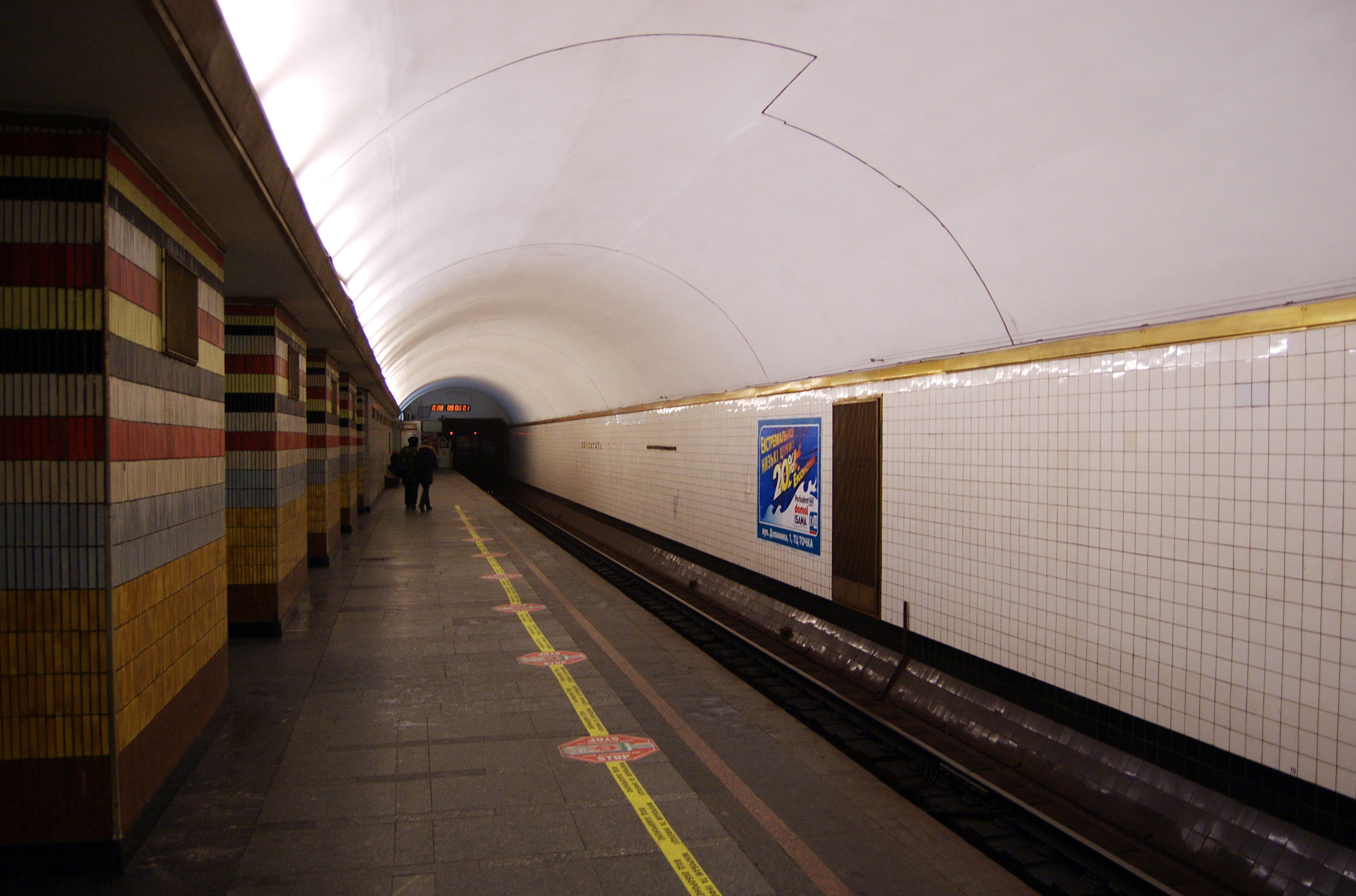
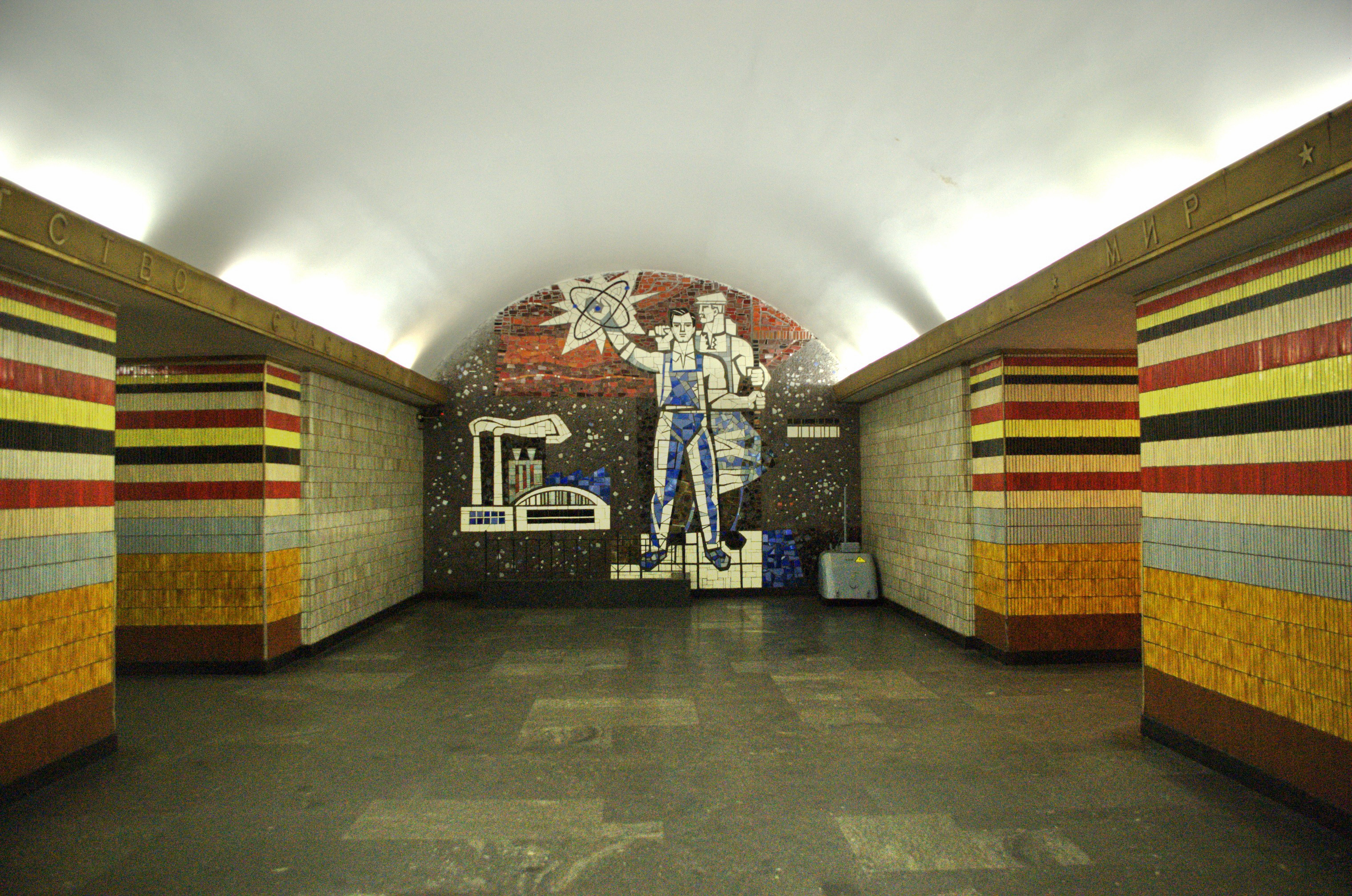

## À proximité
- Institut polytechnique de Kiev